# Joachim Völkner
Joachim Völkner (* 29. November 1949 in Berlin; † 10. Februar 1986 ebenda) war ein deutscher Maler.

## Leben und Werk
Völkner kam aus einer Arbeiterfamilie in Berlin-Prenzlauer Berg. 1966 begann er eine Lehre als Autoschlosser. Nach deren Abbruch war er von 1967 bis 1968 Telegrammbote und Beikoch. Ab 1968 absolvierte er bei der DEWAG eine Lehre als Plakatmaler. Danach arbeitete er bis 1975 in seinem Beruf und dann bis 1979 als Kindergartenhelfer. In dieser Zeit schuf er Kinderbilder, in denen er, so der Kunsthistoriker Matthias Flügge, „das Unerfülltsein kindlicher Ansprüche in schweigendmitteilsamen Köpfen ausdrückte. Die Malerei ist pastos, in mit kurzer Pinselspur aufgetragenen Farben entfaltet sich ein auratisches Leuchten. Völkner gibt das Kind als Individuum und zugleich dessen Mythos unverstellter Emotion.“ Aus seiner beruflichen Tätigkeit schöpfte Völkner die Motive für seine künstlerische Arbeit. Sie diente ihm zugleich der materiellen Absicherung. „Ich habe nicht studiert, ich wollte es auch nicht“, schrieb er an Gerhard Kettner. Obwohl er keinen Hochschulabschluss hatte, begann er 1980 als freischaffender Künstler zu arbeiten und wurde Kandidat und dann Mitglied des Verbands Bildender Künstler der DDR (VBK). Dabei blieb er in der DDR unangepasst und am Rand der öffentlichen Wahrnehmung.
Als Mitglied der Arbeitsgruppe „Junge Künstler“ des VBK war Völkner mit Gabi Ivan und Ralf Bartholomäus maßgeblich daran beteiligt, dass 1987 in Berlin die kommunale Galerie Weißer Elefant eröffnet werden konnte.
Neben seinem Schaffen als Maler schrieb Völkner seine Ideen und Gedanken in Form von Aphorismen und Kurzgeschichten nieder.
Völkner verband eine Künstlerfreundschaft u. a. mit Trak Wendisch. Mit der Malerin und Grafikerin Sabine Herrmann (* 1961) arbeitete er mehrfach im Atelier zusammen.
Völkner starb nach dreijähriger schwerer Krankheit. Die Betreuung seines künstlerischen und schriftlichen Nachlasses übernahmen Sabine Herrmann und Klaus Killisch. Er befindet sich inzwischen im Museum der bildenden Künste Leipzig.

## Rezeption
„Sein Glauben an die Kraft und letztliche Siegesfähigkeit des Humanen war trotz aller Irritationen von Bestand. Er trug fast schon religiöse Züge und suchte nach adäquaten Formen. Völkners ethische Ideen von dem einzelnen und der Gemeinschaft gingen dann auch an die Quellen des Thomas von Aquin zurück. Als Atheist dachte er über die Korrespondenzen der „Großen Hoffnung" des Christentums und der des Marxismus nach …
Das Bemühen, außerhalb der gängigen Mythosadaptionen der DDR-Kunst eine Form zu finden, die vor allem biblische Stoffe in bedrängender Aktualität darzustellen imstande ist, riss ihn in die Obsessionen seiner letzten Lebensjahre.“ (Mattias Flügge)
Völkner „suchte über die menschliche Figur zu Aussagen über die eigene psychische Situation in der geschlossenen Gesellschaft zu kommen … Seine Figuren wirken eingeschlossen, wie Gefangene im Raum der Stagnation, der sie absonderlich werden und Jugend altern lässt.“ (Kunsthistorikerin Anita Kühnel (* 1951))

## Werke (Auswahl)

### Tafelbilder
- Kopf (Öl auf Pressholz, 52 × 38 cm; Berlinische Galerie)[5]
- Menschen im Raum (1983, Öl; auf der X. Kunstausstellung der DDR)
- Mann mit Handpuppe[6]

### Veröffentlichte Essays
- Anspruchsvolle Kritik – kein Wortgeklimper. In: Bildende Kunst, Berlin, 1979, S. 45
- Die unmerkliche Heimkehr des M. B. (Max Beckmann). In: Bildende Kunst, Berlin, 1984, S. 119–121

## Ausstellungen (mutmaßlich unvollständig)

### Ausstellungsbeteiligungen
- 1980: Frankfurt/Oder, Sport- und Ausstellungszentrum („Junge Künstler der DDR ´80“)
- 1981, 1983 und 1986: Berlin, Bezirkskunstausstellungen
- 1984: Berlin, Altes Museum („Junge Künstler der DDR“)

### Postume Ausstellungen

#### Einzelausstellungen
- 1987/1988: Berlin, Galerie Weißer Elefant
- 1988: Dresden, Galerie Mitte

#### Ausstellungsbeteiligungen
- 1987/1988: Dresden, X. Kunstausstellung der DDR
- 1989: Berlin, Bezirkskunstausstellung
- 1996/1997: Berlin, Martin-Gropius-Bau („Fünfmaldrei. Arbeiten auf Papier von 15 Künstlern“)
- 1999: Apolda, Kunsthaus Apolda Avantgarde („Jahresringe. Kunstraum DDR“)
- 2012/2013: Erfurt, Angermuseum („Tischgespräch mit Luther – christliche Bilder in einer atheistischen Welt“)
- 2016: Berlin, Martin-Gropius-Bau („Gegenstimmen. Kunst in der DDR 1976–1989“)
- 2019: Leipzig, Museum der bildenden Künste („Point of no return. Wende und Umbruch in der ostdeutschen Kunst“)